# Karat (Band)
Karat ist eine 1975 gegründete Band aus Berlin, die zu den bekanntesten in der DDR gehörte und mit deutschsprachiger Rockmusik erfolgreich ist. Bekanntestes Lied der Band ist Über sieben Brücken mußt du gehn. Für die Dauer eines Markenlöschungsverfahrens nannte sich die Gruppe vom 1. Januar 2006 bis zum 19. Juni 2007 ersatzweise K…!

## Geschichte

### Die Gründung
Als das Jazzkonzept seiner Gruppe Panta Rhei Mitte der 1970er Jahre an Popularität verlor, entschloss sich der Bassist Henning Protzmann, eine neue Band zu gründen. Das Ziel war die Produktion publikumswirksamerer, aber trotzdem anspruchsvoller Musik. Als Protzmann auf den vormals bei Frank Schöbel beschäftigten Gitarristen Ulrich Pexa traf, der den Namen „Karat“ für die Gruppe vorschlug, und sich mit Hans-Joachim „Neumi“ Neumann ein Sänger, mit Konrad Burkert ein Schlagzeuger und mit Christian Steyer ein Keyboarder fanden, konnten die ersten Proben der neuen Band im Herbst 1974 beginnen. Nach drei Wochen stieg Steyer aus dem Projekt aus, um sich der Schauspielerei zu widmen. An seiner Stelle engagierte man Ulrich „Ed“ Swillms, den früheren Pianisten von Panta Rhei, der als Koryphäe in seinem Fach galt. Mit Ed Swillms kam auch der ehemalige Sänger und Gitarrist von Panta Rhei, Herbert Dreilich, in die Gruppe, womit die Gründungsbesetzung von Karat geboren war. Nachdem sie ihre ersten vier Aufnahmen beim Rundfunk erstellt hatten (Du und ich, Schwester, Leute, welch ein Tag und Ich lauf’ durch die Stadt, aufgenommen vom 24. bis 28. Januar 1975), gaben Karat am 21. Februar 1975 in Heidenau bei Dresden ihr erstes Konzert.

### 1975 bis 1978
Bis Ende 1975 produzierte Karat insgesamt 13 Rundfunkaufnahmen, die die Gruppe schnell bekannt machten, obschon die Kritik bezüglich der ersten Songs durchaus geteilter Meinung war. Seit Juni 1976 ersetzten Bernd Römer (Gitarre) und Michael Schwandt (Schlagzeug), die beide von der Horst-Krüger-Band kamen, Ulrich Pexa und Konrad Burkert. 1977 trat Hans-Joachim „Neumi“ Neumann schließlich seinen Militärdienst an, wodurch Herbert Dreilich, vormals Gitarrist und Sänger zugleich, zum alleinigen Sänger wurde. Seine Stimme wurde schließlich zum Markenzeichen von Karat. In der Zwischenzeit hatten sich mit den lyrischen Titeln Märchenzeit und Abendstimmung die ersten größeren Erfolge eingestellt, die die Basis für die für Karat typische Stilistik bildeten. Auch der Gewinn einer Goldmedaille bei der Leistungsschau Anfang 1977 und die Auszeichnung mit dem Kunstpreis der FDJ für die von Karat veranstalteten Schülerkonzerte zur Geschichte der Rockmusik dokumentieren den Aufstieg der Gruppe zu einer der führenden Rockformationen der DDR. Wenig bekannt ist der erste Besuch von Karat in West-Berlin. Im Juni 1977 durften sie in der „Neuen Welt“ in der Hasenheide im Rahmen eines SEW-Pressefests auftreten. Durch den Gewinn des Grand Prix beim Internationalen Schlagerfestival 1978 mit den Titeln König der Welt und Über sieben Brücken mußt du gehn gelang Karat der endgültige Durchbruch. Die Teilnahme der Rockband an einem Schlagerfestival kommentierte Herbert Dreilich später wie folgt: „Wir haben das gerne angenommen, denn wir waren und sind heute noch der Meinung, man sollte nicht in Schubladen denken. Schlager, Pop und Rock, da sind die Grenzen doch fließend. Weshalb sollten wir so ein internationales Podium nicht nutzen? Es konnte doch nur von Vorteil sein!“ Durch den mittlerweile schon länger anhaltenden Erfolg wurde auch das staatseigene Plattenlabel für Unterhaltungsmusik Amiga auf Karat aufmerksam. 1978 wurde Karats erste LP Karat veröffentlicht, auf der eine Auswahl der bis dahin entstandenen Rundfunkaufnahmen enthalten ist.

### 1979 bis 1982
Bereits 1979 wurde das zweite Album Über sieben Brücken bei Amiga herausgebracht. Im September 1979 durfte Karat erstmals kommerziell in West-Berlin auftreten. Durch die Vermittlung von Peter Schimmelpfennig, der schon die Puhdys unter Vertrag hatte, und seinem Music-Label Pool Records konnte die Plattenfirma Teldec in Hamburg gewonnen werden. Nach wenigen Wochen wurde das zweite Album der Band unter dem Namen Albatros in der Bundesrepublik Deutschland veröffentlicht. Für Albatros erhielt Karat 1984 eine Goldene Schallplatte. Nach einer ausgedehnten Tourneesaison mit zahlreichen Gastspielen im Ausland erschien im Frühjahr 1980 das von lyrischen Stücken geprägte Album Schwanenkönig, dessen Texte hauptsächlich vom Journalisten Norbert Kaiser stammten. Kaiser arbeitete seitdem bis 1986 als Haupttexter von Karat. Schwanenkönig wurde in beiden Teilen des geteilten Deutschlands gleichzeitig veröffentlicht und setzte die Erfolgsgeschichte von Karat fort, sorgte jedoch auch für Kritik bezüglich des poetischen und musikalischen Werdegangs der Band. Zur gleichen Zeit interpretierte Peter Maffay den Titel Über sieben Brücken musst Du geh’n, der zu einem großen Erfolg für ihn wurde. 1981 übernahm Karat Thomas Natschinski als zweiten Keyboarder. In der Rolle eines Gastmusikers sollte er Swillms bei mehreren Auftritten vertreten, um ihm genügend Zeit für das Komponieren neuer Songs einzuräumen. Im September 1981 stellte Karat im Rahmen eines Live-Auftritts zum Weltfriedenstag auf dem August-Bebel-Platz in Ost-Berlin erstmals das Lied Der blaue Planet vor. Die wenig später erschienene Single wurde zum Verkaufsrenner und ließ die Erwartung des Publikums und der Medien auf das neue Album erheblich steigen. In der Tat gelang der Gruppe 1982 mit dem musikalisch wie inhaltlich geschlossenen Album Der blaue Planet der vermutlich größte Erfolg ihrer Geschichte. Die anschließende Tour fand ihren Höhepunkt in einem großen Konzert in der ausverkauften Waldbühne in West-Berlin. Außerdem hatte Karat im selben Jahr als erste und einzige DDR-Band einen Auftritt bei Wetten, dass..?.

### 1983 bis 1988
Im Frühjahr 1983 erhielt die Band in der Bundesrepublik Deutschland eine Goldene Schallplatte für den Blauen Planeten. Noch im selben Jahr produzierte Karat ihre nächste LP Die sieben Wunder der Welt, die Anfang 1984 veröffentlicht wurde. Die Platte lief erfolgreich, konnte an den Erfolg der Vorgängerplatten jedoch nicht anknüpfen. Die sieben Wunder der Welt wurde in der Bundesrepublik Deutschland neben dem damals obligatorischen LP-Format und der MC erstmals auch als CD angeboten. Im März 1984 wurde Thomas Natschinski, der sich wieder mehr mit der Verwirklichung eigener Projekte beschäftigen wollte, durch den ehemaligen Stern-Combo-Meißen-Keyboarder Thomas Kurzhals ersetzt. Die zweite Keyboarderposition galt nun als feste Institution in der Band und Kurzhals wurde sechstes dauerhaftes Karat-Mitglied. Am 7. Oktober 1984 wurde Karat und dem Texter Norbert Kaiser durch den Staats- und Parteichef Erich Honecker der Nationalpreis für Kunst und Kultur verliehen. Im selben Jahr wurde Karat auf Kuba von der dort größten Jugendzeitschrift zu einer der zehn international beliebtesten Rockgruppen gewählt. 1985 feierte Karat mit einer ausgedehnten Tour und der Veröffentlichung des Live-Albums Auf dem Weg zu euch und einer Single mit zwei neuen Songs das zehnjährige Bandjubiläum. Kaum ein Jahr später verließ Manager und Bassist Henning Protzmann aufgrund menschlicher und musikalischer Differenzen die Band. Als Bassist stieg nun Christian Liebig ein, der zuvor in der Bluesband Engerling gespielt hatte. Das Management übernahm Adele Walther, die zuvor in der Konzert- und Gastspieldirektion Gera arbeitete. 1986 wurde Karat außerdem mit der Goldenen Europa ausgezeichnet. Im darauffolgenden Jahr erschien das Album Fünfte Jahreszeit, dessen Verkaufsbilanz sich noch einmal als Erfolg werten ließ. 1986 und 1987 nahmen Bernd Römer, Ed Swillms und Herbert Dreilich an dem Projekt Gitarreros teil, eine Supergroup, die bekannte Titel der teilnehmenden Künstler sowie internationale Rockstandards spielte.
Aufgrund der merklichen Veränderung des politischen Klimas sowie neuer Tendenzen auf dem Musikmarkt nahm das Interesse des Publikums an Karat und den meisten anderen Künstlern der DDR in der Folgezeit kontinuierlich ab. Die Touren 1987 und 1988 verliefen noch relativ günstig, doch die Auftrittsangebote ließen spürbar nach, der Kontakt zu Ulrich „Ed“ Swillms und Norbert Kaiser brach langsam ab, Karat schlitterte in die „Wendekrise“, die auch viele andere Künstler der DDR betraf.

### 1989 bis 1994

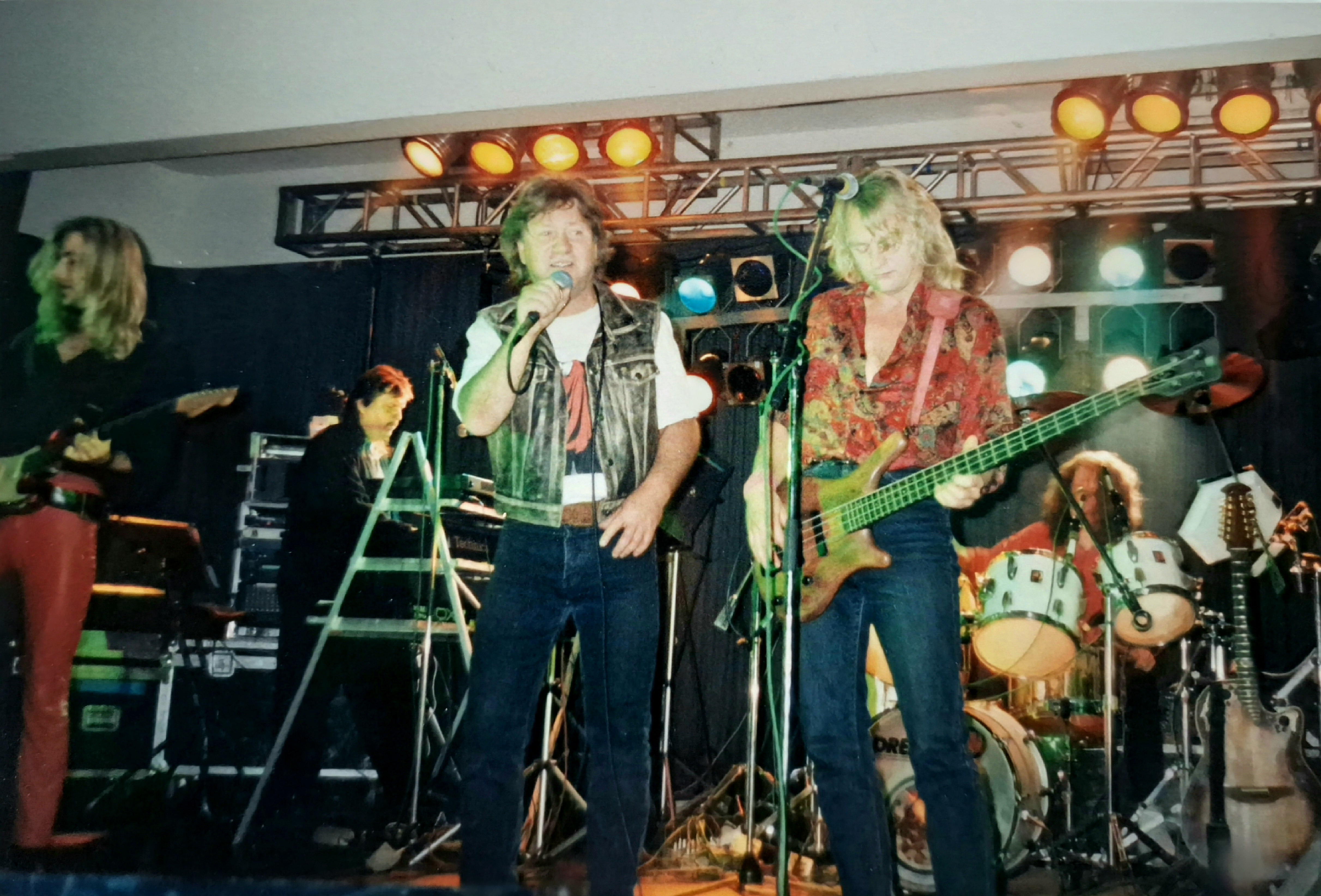
Karat im Konzert, 1990

1989 begann Karat mit der Produktion des Albums … im nächsten Frieden. Als die Gruppe am 9. November im AMIGA-Studio an dem Duett Über sieben Brücken mußt Du geh’n von Herbert Dreilich und Peter Maffay arbeitete, öffnete sich in unmittelbarer Nähe des Tonstudios die Berliner Mauer. Das später von zahlreichen Radiosendern gespielte Duett wurde in Folge zur „Hymne des Jahres“ und zum „Lied der deutschen Wiedervereinigung“. Das Album selbst wurde jedoch wenig beachtet und verkaufte sich schlechter als seine Vorgängeralben. Dessen ungeachtet konnte Karat beim Open-Air-Festival auf dem Hockenheimring, das am 25. und 26. August 1990 stattfand, mit einem Konzert vor einer Kulisse von 120.000 Menschen noch einen Erfolg verbuchen. Dieses Konzert sollte einer der wenigen großen Auftritte der Band in der Wendezeit bleiben. 1991 folgte auf dem kleinen Musiklabel „Extra Records and Tapes“ mit Karat die nächste Veröffentlichung der Formation, die ebenso wie das Vorgängeralbum kaum Resonanz im Publikum fand. Auch musikalisch konnte das Album wenig überzeugen; so war die Band schließlich auch selbst mit der Qualität des Albums unzufrieden. Die Bandmitglieder befanden die Abmischung des Tonträgers im Nachhinein als „zu glatt“ und „schlagerhaft“. Die zu diesem Zeitpunkt noch ausbleibenden Konzerttermine und der geringe Erfolg des neuen Albums veranlassten Thomas Kurzhals 1992 dazu, sich von Karat zu trennen, um ein eigenes Tonstudio aufzubauen. An seine Stelle trat Martin Becker, der vorher unter anderem bei Frank Schöbel Keyboarder war. 1993 und 1994 kam es zu keinen weiteren Veröffentlichungen, da die Band sich bei dem aktuellen Label nicht selbst verwirklichen konnte, obwohl zumindest die sich verbessernde Konzertsituation andeutete, dass das Interesse des Publikums an Karat wieder zunahm.

### 1995 bis 1999
1995, zum 20-jährigen Bandjubiläum, lief der Vertrag mit „Extra Records and Tapes“ aus, und Karat veröffentlichte ihr zehntes Album Die geschenkte Stunde bei K&P Music, dem Label von Toni Krahl und Fritz Puppel von der Gruppe City. Der Erfolg des Albums konnte als gutes Zeichen gewertet werden, genauso wie der Erfolg der Tour und des großen Jubiläumskonzertes auf der Trabrennbahn in Berlin-Karlshorst. Im Mai 1996 trat Karat in der populären WDR-Sendung Rockpalast in der Berliner Waldbühne auf. Am 9. Oktober 1997 erlitt Herbert Dreilich bei einem Konzert in Magdeburg einen Schlaganfall, was die Zukunft der Band zunächst ungewiss erscheinen ließ. Doch schon 1998 kehrte er auf die Konzertbühne zurück. Sein Zustand erlaubte es ihm zunächst nicht, den größten Teil des Konzertes stehend zu absolvieren, weshalb er sich lange Zeit, später aber immer seltener, auf einen Lehnstuhl stützte. Die Single-Auskopplung Ozean der 1997 erschienenen CD Balance wurde zum Comeback-Hit für Karat.

### 2000 bis 2004

Herbert und Claudius Dreilich 2001 bei einem gemeinsamen Auftritt mit Karat

Zum 25-jährigen Jubiläum im Jahr 2000 brachte die Band ihre Jubiläums-CD Ich liebe jede Stunde heraus, ein Best-Of-Album mit einigen neuen Titeln. Außerdem veranstaltete man neben den Bandauftritten der Jubiläumstour fünf besondere Konzerte unter dem Motto „Karat meets Classic“ unter Begleitung des Filmorchesters Babelsberg, das auch schon auf dem Album Balance mitgewirkt hatte. Das offizielle Jubiläumskonzert feierte die Combo mit zahlreichen Gästen am 9. September vor knapp 17.000 Menschen in der Berliner Wuhlheide. Im Frühjahr 2001 erschien das Jubiläumskonzert als zweites Live-Album auf CD, VHS und später auch als DVD.

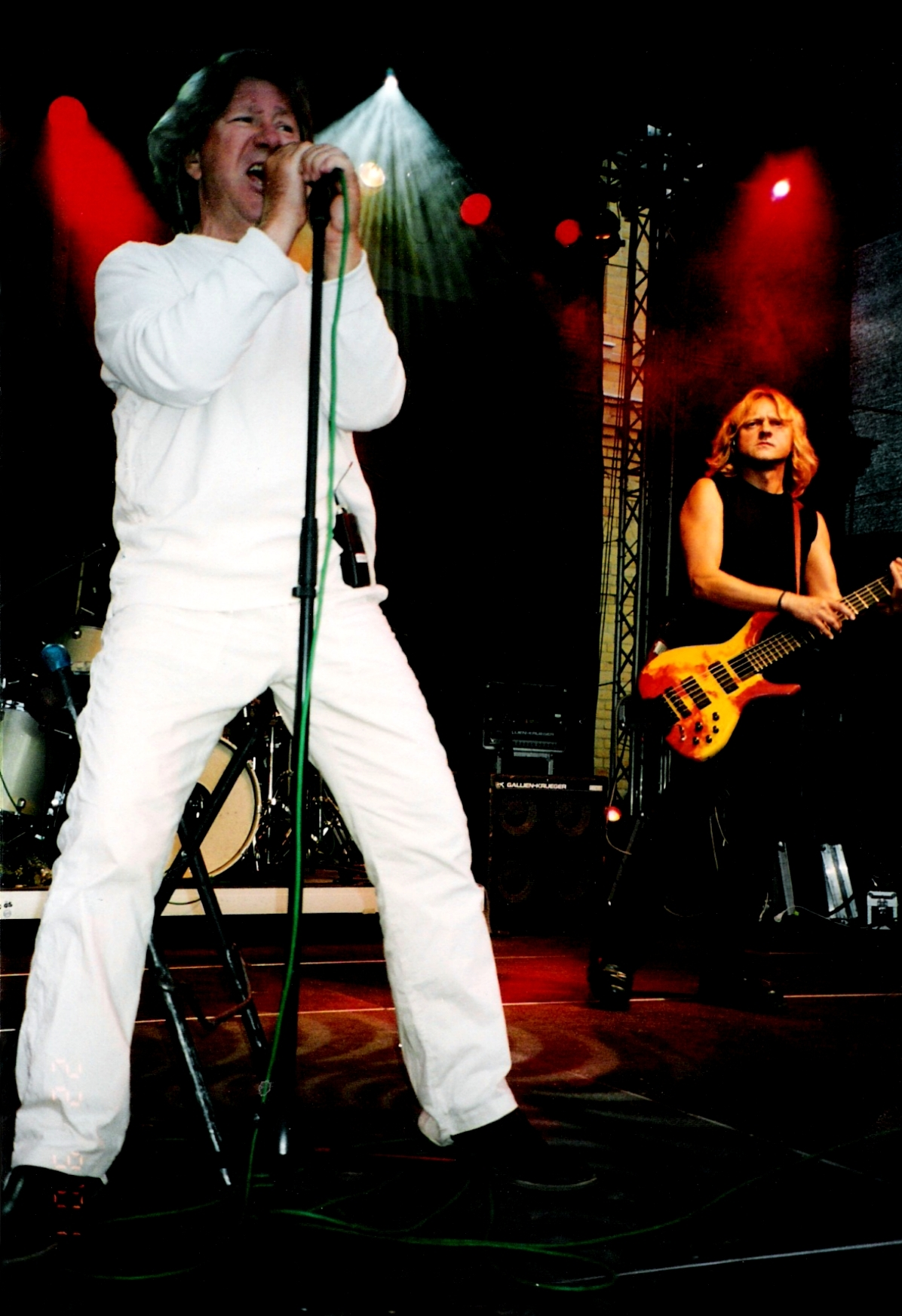
Karat im Konzert – Herbert Dreilich (links) und Christian Liebig (2002)

Am 15. September 2002 trat Karat neben vielen anderen Bands und Künstlern bei dem von den Puhdys initiierten Benefizkonzert für die Opfer der Flutkatastrophe des August 2002 vor 30.000 Zuschauern auf dem Dresdner Theaterplatz auf. Im Jahr 2003 stellte Karat ihr neues, auf ZYX Music erschienenes Album Licht und Schatten vor. Am 23. August 2003 fand das letzte Konzert von Karat mit ihrem langjährigen Sänger Herbert Dreilich in Neustadt (Orla) statt; bei ihm wurden kurze Zeit später zunächst ein Magengeschwür und schließlich Leberkrebs diagnostiziert. Für 2004 wurden alle geplanten Konzerte und Vorhaben abgesagt. Herbert Dreilich starb am 12. Dezember 2004 im Alter von 62 Jahren an Krebs. Fünf Tage nach seinem Tod versprachen die verbliebenen Musiker den Fans ein Wiedersehen im Folgejahr.

### 2005 bis 2009

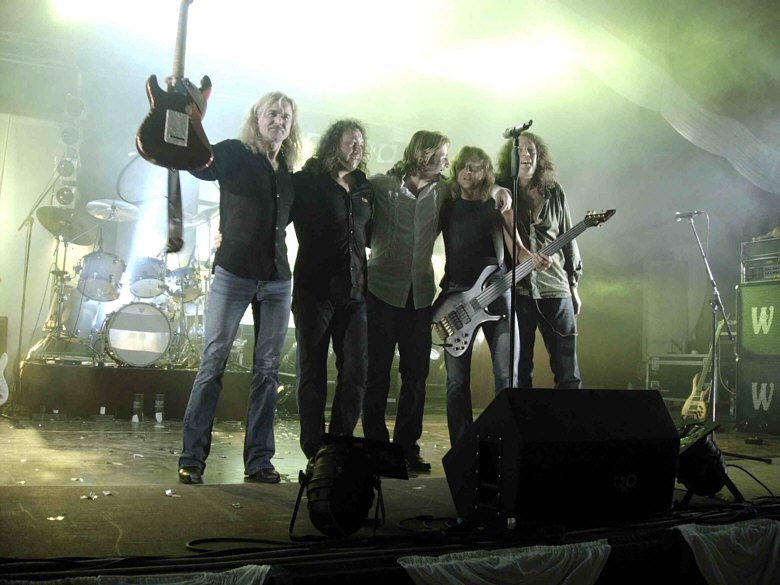
Karat (2005) bei einem der ersten Konzerte mit Claudius Dreilich

Am 10. Januar 2005 wurde von Seiten der Band offiziell bestätigt, dass Herbert Dreilichs Sohn Claudius die Nachfolge als Sänger übernimmt. Die Ähnlichkeit seiner Stimme mit der seines Vaters wurde bereits beim Jubiläumskonzert in der Berliner Wuhlheide im Jahr 2000 während eines Beitrags der Kinder der Bandmitglieder bemerkt. Die erste Tour mit neuem Sänger verlief erfolgreich und zeigte die Sympathien der Zuhörer gegenüber dem neuen Bandmitglied. Im Sommer 2005 gelang es der Gruppe, wieder Kontakt zu Ulrich „Ed“ Swillms aufzunehmen, der seitdem zumindest bei besonderen Konzerten mit auf der Bühne steht.

Die Erinnerung an Herbert Dreilich (rechts) wird bei den Konzerten der Gruppe wachgehalten

Knapp ein Jahr nach dem Tod Herbert Dreilichs versuchte dessen Witwe Susanne Dreilich, die Verwendung des Namens „Karat“ für die Formation mit Claudius Dreilich rechtlich einschränken zu lassen und für die Namensnutzung Gebühren zu verlangen. Hintergrund des Ganzen war die Eintragung des Markennamens „Karat“ durch Dreilich im Jahre 1998, wovon die anderen Mitglieder nichts wussten. Wegen der verhärteten Positionen der beteiligten Parteien (die Band fordert die Löschung des Markeneintrags bzw. einen Verzicht der Witwe auf dessen Nutzung, die Witwe Dreilichs dagegen erklärte, durch den Markeneintrag sollte die Marke „Karat“ permanent mit dem Namen Herbert Dreilich verknüpft sein) konnte keine einvernehmliche Lösung erzielt werden. Bis zu einer endgültigen gerichtlichen Klärung der möglichen Ansprüche auf die Marke bzw. den Markenlöschungsantrag der Bandmitglieder konnte die Band daher den Namen „Karat“ nicht verwenden. Ab dem 1. Januar 2006 musste die Band einen vorläufigen provisorischen Ersatznamen nutzen. Am 29. Dezember 2005 gab man in der ausverkauften Stadthalle Rostock das vorerst letzte Konzert unter dem Namen „Karat“ und verkündete dabei den vorläufigen Ersatznamen „K…!“.

K…! auf Winterzeit-Tour mit den medlz (2006)

Im April 2006 veröffentlichte man eine Maxi-Single (Der letzte Countdown) und begann die erste Tour unter dem Bandnamen „K…!“. Die Publikumsfrequenz bei den folgenden Konzerten war allerdings aufgrund des unbekannten Namens deutlich geringer. Im Dezember des gleichen Jahres veranstaltete die Gruppe erstmals seit ihrer Gründung eine Weihnachtstournee, die unter dem Namen „Winterzeit“ lief. Als Spezialgäste lud sich „K…!“ die A-cappella-Pop-Band „medlz“ ein. Neben populären Karat-Klassikern wie Schwanenkönig, König der Welt, Der blaue Planet und Über sieben Brücken musst Du geh’n sowie einigen Songs des Debüt-Albums der „medlz“ bot man vor allen Dingen bekannte, klassisch interpretierte Weihnachtslieder dar. Am 17. April 2007, dem ersten Verhandlungstermin im Namensstreit, legte das Gericht den Beteiligten nochmals eine Einigung nahe, die jedoch nicht zustande kam. Am 19. Juni 2007 erging dann das Urteil, dass Susanne Dreilich keinen Anspruch auf den Namen „Karat“ hat und die Gruppe den Namen wieder verwenden darf.
Im Sommer 2007 ging Karat mit dem Filmorchester Babelsberg sowie den Puhdys, Silly, Dirk Michaelis, Ute Freudenberg, Werther Lohse (Lift) und Veronika Fischer auf die Tour Ostrock in Klassik, bei der bekannte Titel der Interpreten durch Teilnahme des Sinfonieorchesters im klassischen Gewand präsentiert wurden. Anlässlich dieses Ereignisses erschienen ein gleichnamiges Album sowie eine Doppel-DVD, auf dem alle an der Tour teilhabenden Künstler mitwirkten. Für die DVD erhielten Karat sowie die anderen Künstler jeweils einen DVD Gold Award. Karat wirkte auch 2008 und 2009 bei dem Projekt und der zweiten erschienenen CD mit. Am 18. August 2007 wurde die Band im Zuge des fünfjährigen Jahrestages des Elbhochwassers 2002 mit dem Frank-Köckritz-Preis für Fluthelfer als Ehrung für ihre Benefizkonzerte unmittelbar nach der Flut ausgezeichnet. Im Mai 2009 gab Karat einige Konzerte im Kosovo für die UN-Friedenstruppen der Bundeswehr.

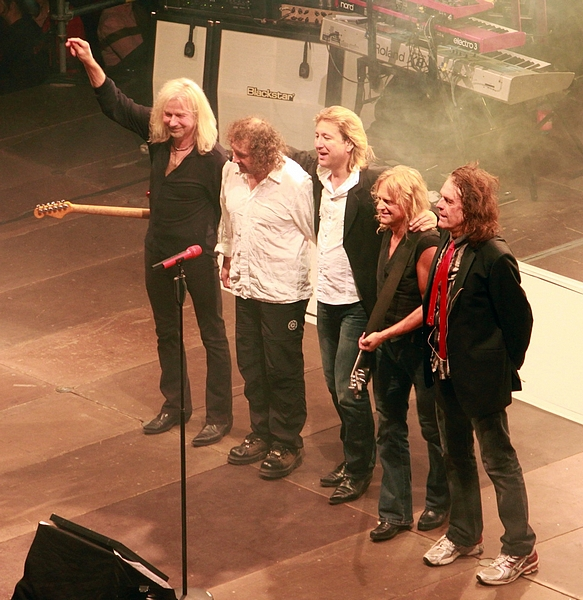
Karat nach einem Konzert in Pirna (2011), von links: Bernd Römer, Martin Becker, Claudius Dreilich, Christian Liebig und Michael Schwandt

### Ab 2010
Im Jahr 2010 beging Karat sein 35-jähriges Bandjubiläum mit zwei Jubiläumskonzerten am 9. und 10. April 2010 in der Alten Oper Erfurt und anschließender Tournee. Für den schon 1992 erschienenen Best-Of-Sampler Vierzehn Karat erhielt die Band eine Goldene Schallplatte. Zeitgleich wurde das neue Album Weitergeh’n herausgebracht, nachdem schon wenige Wochen zuvor ein biografisches Buch, geschrieben von Christine Dähn, erschienen war. In der Konzertsaison 2012 spielten Karat erstmals in ihrer Bandgeschichte ein Unplugged-Programm. Vom 5. bis 7. Oktober 2012 gastierten Karat im Kieler Schloss zusammen mit den Kieler Philharmonikern und weiteren Gästen für ein gemeinsames Crossover-Projekt mit dem Titel „Karat's Symphony“, das im Oktober 2013 als Live-Album veröffentlicht wurde. 2014 gingen Karat gemeinsam mit den Puhdys und City auf gemeinsame Tour. Unter dem Namen „Rock Legenden“ veröffentlichten sie auch ein Album, auf dem sie untereinander ihre Hits sowie einige bekannte Titel anderer Künstler coverten und neue Songs präsentierten.

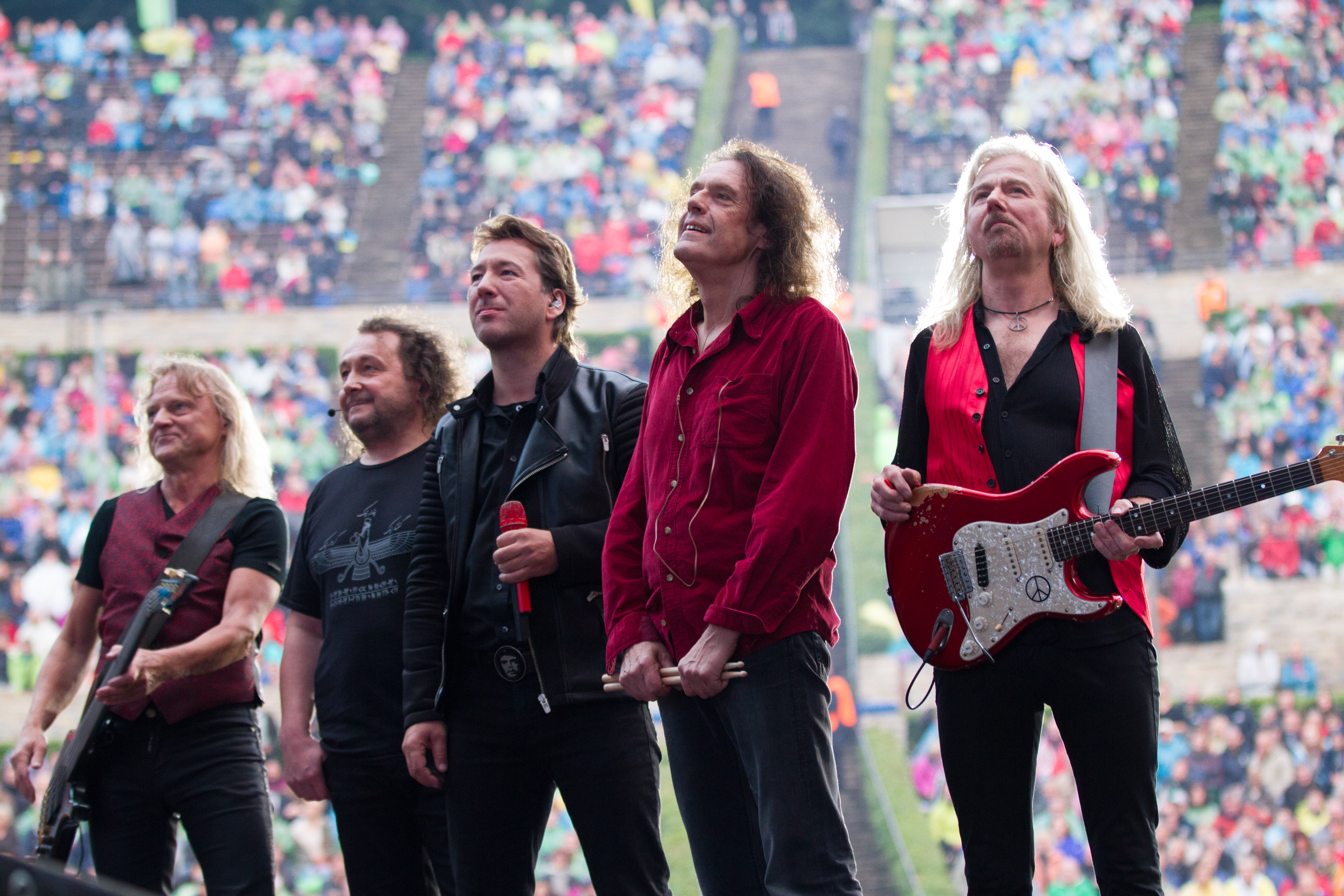
Karat beim 40. Geburtstag in der Berliner Waldbühne.

Zum 40. Bestehen der Band erschien im März 2015 das Album Seelenschiffe. Anlässlich des Bühnenjubiläums absolvierte die Band im April und Mai außerdem neben dem normalen Konzertgeschehen eine besondere Tournee, auf der in den Funkhäusern von sechs Landesfunkanstalten Clubkonzerte in besonders intimen Rahmen vor kleinem Publikum gespielt wurden. Am 20. Juni feierten Karat ihr Bandjubiläum vor 12.000 Fans in der Berliner Waldbühne. Als musikalische Gäste und Gratulanten standen auch Matthias Reim, Ute Freudenberg, Gregor Meyle und Christoph Schneider von Rammstein auf der Bühne. Das Konzert wurde im selben Jahr als Live-Album veröffentlicht. Am 5. September 2015 wurde Karat im Rahmen der Verleihung der Goldenen Henne mit einer Ehrenhenne in der Kategorie Musik ausgezeichnet.
Im Oktober 2018 erschien das Studioalbum Labyrinth.
Im Zuge der COVID-19-Pandemie mussten zahlreiche Konzerte einer zum 45-jährigen Bühnenjubiläum geplanten Tournee verschoben werden. Am 20. Mai 2020 gab die Band erstmals in ihrer Geschichte ein Autokonzert auf dem Gelände der Messe Erfurt. Für deutschlandweites Interesse sorgte weiterhin ein Hotelzimmerkonzert am 13. Juni 2020 in Chemnitz, bei dem die Zuschauer den Liveauftritt von ihrem Hotelzimmer mitverfolgen konnten. Es war das erste Hotelzimmerkonzert in Deutschland.
Am 1. Januar 2023 gab die Band bekannt, dass sie sich von den langjährigen Mitgliedern Christian Liebig und Michael Schwandt getrennt hat. Für Christian Liebig kam Daniel Bätge, das Schlagzeug übernahm Heiko Jung. Am 27. Juni 2023 verstarb Hit-Komponist Ulrich Swillms in Berlin. Ihm zu Ehren wurde im Oktober 2023 das Live-Album Die legendären Konzerte mit Konzertmitschnitten aus den Jahren 1975 und 1978 veröffentlicht. Am 21. Februar 2025 erschien – fast auf den Tag genau 50 Jahre nach dem ersten Konzert der Band – das fünfzehnte Studioalbum Hohe Himmel.

### Auslandsgastspiele
Auslandsgastspiele hatte die Gruppe während ihres bisherigen Bestehens in Dänemark, Frankreich, Luxemburg, Österreich, Schweiz, Ungarn, Sowjetunion, Jugoslawien, Tschechoslowakei, Bulgarien, Polen, Rumänien, Belgien, Kosovo, Norwegen und Kuba.

## Auszeichnungen
- Silbermedaille des 3. Interpretenwettbewerbs (1976)
- Goldmedaille bei der 5. Leistungsschau der Unterhaltungskunst (1977)
- Kunstpreis der FDJ (1978)
- Grand Prix beim Internationalen Schlagerfestival (1978)
- Preis der Presse (1978)
- Kunstpreis der DDR (1979)
- nl-Interpretenpreis (1979), (1980) und (1982)
- Goldene Schallplatte für Der blaue Planet in der Bundesrepublik Deutschland (1983)
- Goldene Schallplatte für Albatros in der Bundesrepublik Deutschland (1984)
- Nationalpreis der DDR für Kunst und Kultur (1984)
- Goldene Europa (1986)
- Media Control Preis (2003)
- Frank-Köckritz-Preis (2007)
- Goldene Schallplatte für die DVD Ostrock in Klassik (2010)
- Goldene Schallplatte für Vierzehn Karat (2010)
- Goldene Henne (Ehrenhenne für Musik) (2015)
- Goldenes Ticket für die ausverkaufte „Rock Legenden“-Tournee 2016
- Der Friedenstein (Kulturpreis der Stadt Gotha) (2016)
- mehrere silberne Bongs sowie einen Goldenen Bong (2010)

## Stil

### Musik

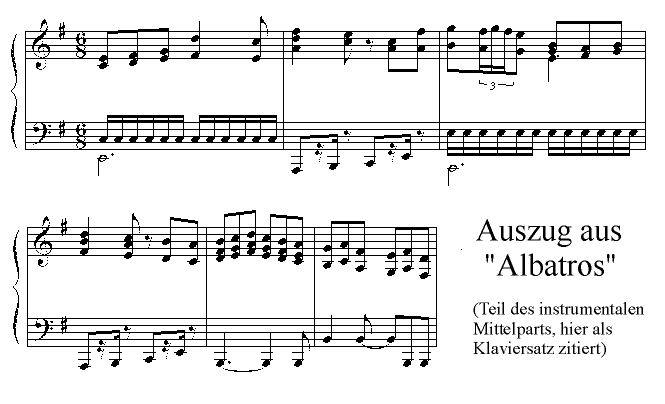
Auszug aus den Noten des instrumentalen Mittelteils des Liedes Albatros

Karat gelang es im Laufe ihrer Entwicklung schon relativ früh, einen eigenen Musikstil zu kreieren, der vor allem auf einer Mischung von Rockmusik mit klassischen Elementen beruht und am ehesten dem Prog-Rock zuzuordnen ist. Dafür ist in erster Linie der Hauptkomponist der Band, Ulrich „Ed“ Swillms, verantwortlich, der durch sein Musikstudium (Hauptfach Cello und Nebenfach Klavier, 1964–1968) intensiv mit klassischer Musik in Berührung kam und durch die Beschäftigung mit Partituren von Bach über Wagner bis hin zu Janáček viel über deren Harmonik und das Arrangieren lernte. Ein hervorhebenswertes Beispiel dafür ist der Titel Albatros (Album Über sieben Brücken), besonders dessen instrumentaler Mittelteil, der durch den spannungsgeladenen, schwelgenden Klang einer Streichergruppe dominiert wird, das mit E-Gitarre, Bass und Schlagzeug zu harmonieren versucht und die Fusion von Rockmusik mit klassischen Elementen am deutlichsten darstellt.
Die markantesten Passagen in Titeln von Karat werden zumeist vom Keyboard oder der E-Gitarre übernommen, die somit im Zentrum des Klangbilds der Band stehen (etwa bei König der Welt, Tiefsee, Schwanenkönig und Glocke Zweitausend). Dennoch nehmen oft auch der Verlauf der Bassspur (wie bei Auf den Meeren, Das Narrenschiff oder Der blaue Planet) und das Schlagzeug (etwa bei Falscher Glanz, Jede Stunde oder Der blaue Planet) zentrale Rollen in Songs ein, weshalb vielfältige und abwechslungsreiche Arrangements auf Karat-Alben zu finden sind. Zu einem besonderen Markenzeichen der Musik von Karat entwickelte sich die ausdrucksvolle Stimme von Herbert Dreilich. Sein Sohn Claudius brachte später ähnliche Stimmqualitäten mit in die Band.
Nach Swillms Ausstieg folgte mit den Alben … im nächsten Frieden und Karat 91 ein Stilbruch, in dem sich die Band musikalisch eher zwischen Pop und Schlager bewegte. Diese beiden weniger erfolgreichen und für Karat auch musikalisch weniger typischen Alben finden sich dennoch häufig miteinander vermischt als sogenannte Best-Of-Kompilationen in den Läden. Mit dem 1995 erschienenen Album Die geschenkte Stunde, dem 1997 erschienenen Album Balance und dem schon 1992 vollzogenen Besetzungswechsel an den Tasteninstrumenten kehrte die Band zu ihrem eigenen Stil zurück und verwandte wieder zunehmend progressive Elemente. Besonders in der Zeit, in der Herbert Dreilich als alleiniger Komponist in Erscheinung trat (von Ich liebe jede Stunde bis Licht und Schatten, bzw. 30 Jahre Karat – Die letzten Songs von Herbert Dreilich), fällt eine Hinwendung zum einfacher strukturierten liedhaften Pop-Rock auf.
Mit dem Erscheinen des Albums Seelenschiffe im Jahr 2015 und noch stärker mit Labyrinth im Jahr 2018 wandte sich die Band bewusst eher dem zeitgemäßen und mainstreamhaften Pop zu. Auf diesen beiden Alben traten zudem vermehrt fremde Autoren für Text und Komposition auf und zahlreiche Gastmusiker spielten die Titel mit ein.

### Texte
Während das Repertoire der Gruppe in den frühen Jahren noch relativ abwechslungsreich durchmischt komödiantische Titel wie beispielsweise Erna (1975) und Das Monster (1976), typisch auf Teenager bezogene Titel (durchaus auch mit gefälliger, etwas oberflächlicher und der Jugendsprache naher Lyrik) wie etwa Schwester, Ich lauf' durch die Stadt (beide 1975), So ‘ne Kleine (1976), Reggae Rita Star (1977) oder Dieser Sommer (1978) und tiefgründigere lyrische Titel wie Abendstimmung (1976), Märchenzeit (1977) oder König der Welt (1978) umfasste, folgte ab 1978/79 eine deutliche Hinwendung zu lyrischen, ernsteren Texten. Diese Entwicklung hing mit dem Hinzukommen des späteren Haupttexters Norbert Kaiser zusammen, der von 1979 bis 1987 fast im Alleingang für Karat textete (vorher arbeitete die Gruppe indes mit vielen verschiedenen Textern zusammen; neben Herbert Dreilich selbst schrieben unter anderem Jens Gerlach, Helmut Richter (Über sieben Brücken mußt Du gehen), Georg Friedrich, Burkhard Lasch und Kurt Demmler (König der Welt, Auf den Meeren) für Karat).
Kaisers nicht selten von Sehnsüchten bestimmte Texte luden den Hörer zum Träumen ein (Albatros, 1979) und waren stark verinnerlicht und metaphorisch verschlüsselt (Magisches Licht, Tiefsee, Le Doyen II, alle 1980). So geriet die 1980 erschienene und von ebendieser Lyrik bestimmte LP Schwanenkönig ins Kreuzfeuer der Kritik. Kaiser warf man eine Neigung zum Schwulst und zum Kitsch vor. Mit Erscheinen des Albums Der blaue Planet 1982 wandte sich die Gruppe nicht nur von der leicht mystischen Lyrik von Schwanenkönig ab, die Texte wurden auch politischer.
Ab Mitte der 1980er Jahre textete Sänger Herbert Dreilich selbst wieder verstärkt für Karat. Seine poetischen bis surrealen Texte (Kalter Rauch, 1983; Hab den Mond mit der Hand berührt, 1985) wurden vom Publikum der späteren 1980er Jahre eher angenommen als Kaisers zum Teil immer noch stark verschlüsselte Lyrik, da sie verständlicher waren. Nachdem Kaiser 1987 aus der DDR ausgereist war und die Zusammenarbeit mit Karat beendet hatte, war Dreilich bis zu seinem Tod im Jahr 2004 bis auf einige Ausnahmen alleiniger Texter. Seither texteten hauptsächlich Claudius Dreilich, Keyboarder Martin Becker und Bassist Christian Liebig, wobei sie versuchten, die lyrische Grundstimmung, die für Karat immer typisch war, weiterzuführen. Seit 2015 arbeitet die Band auch mit dem Lyriker Michael Sellin zusammen.
Angemerkt sei, dass Karat, entgegen den Vorwürfen einiger Kritiker, staatsnah und konform zu sein, immer wieder auch kritische politische Statements in den Titeln verpackte, zum Beispiel: Albatros (1979), Das Narrenschiff (1980), Marionetten (1982), Der blaue Planet (1982), Der Doppelgänger (1987), Glocke Zweitausend (1987), Lucifer (1995) und Der achte Tag (1995).

## Diskografie
Studioalben

| Jahr | Titel Musiklabel                                                 | Höchstplatzierung, Gesamtwochen, AuszeichnungChartplatzierungen (Jahr, Titel, Musiklabel, Platzierungen, Wochen, Auszeichnungen, Anmerkungen) | Höchstplatzierung, Gesamtwochen, AuszeichnungChartplatzierungen (Jahr, Titel, Musiklabel, Platzierungen, Wochen, Auszeichnungen, Anmerkungen) | Höchstplatzierung, Gesamtwochen, AuszeichnungChartplatzierungen (Jahr, Titel, Musiklabel, Platzierungen, Wochen, Auszeichnungen, Anmerkungen) | Anmerkungen                                                   |
| Jahr | Titel Musiklabel                                                 | DE | AT | CH | Anmerkungen                                                   |
| ---- | ---------------------------------------------------------------- | --- | --- | --- | ------------------------------------------------------------- |
| 1978 | Karat Amiga                                                      | — | — | — | Erstveröffentlichung: 1978 Verkäufe: + 321.000                |
| 1979 | Über sieben Brücken (DDR) / Albatros (BRD) Amiga / Teldec (Pool) | DE40 Gold · (7 Wo.)DE | — | — | Erstveröffentlichung: 1979 Verkäufe: + 750.000                |
| 1980 | Schwanenkönig Amiga / Teldec (Pool)                              | DE26 (24 Wo.)DE | — | — | Erstveröffentlichung: 1980 Verkäufe: + 700.000                |
| 1982 | Der blaue Planet Amiga / Teldec (Pool)                           | DE8 Gold · (48 Wo.)DE | — | — | Erstveröffentlichung: 20. März 1982 Verkäufe: + 1.400.000     |
| 1984 | Die sieben Wunder der Welt Amiga / Teldec (Pool)                 | DE54 (3 Wo.)DE | — | — | Erstveröffentlichung: 1984 Verkäufe: + 450.000                |
| 1987 | Fünfte Jahreszeit Amiga / Teldec (Pool)                          | — | — | — | Erstveröffentlichung: 1987 Verkäufe: + 230.000                |
| 1990 | … im nächsten Frieden Amiga / Extra Records and Tapes            | — | — | — | Erstveröffentlichung: 1. Januar 1990 Verkäufe: + 45.000 (DDR) |
| 1991 | Karat Extra Records and Tapes                                    | — | — | — | Erstveröffentlichung: 1991                                    |
| 1995 | Die geschenkte Stunde K&P Music / BMG                            | — | — | — | Erstveröffentlichung: 27. März 1995 Verkäufe: + 30.000        |
| 1997 | Balance K&P Music / BMG                                          | — | — | — | Erstveröffentlichung: 26. Mai 1997 Verkäufe: + 40.000         |
| 2003 | Licht und Schatten ZYX Music                                     | — | — | — | Erstveröffentlichung: 14. April 2003 Verkäufe: + 5.000        |
| 2010 | Weitergeh’n a&f music (edel)                                     | DE81 (1 Wo.)DE | — | — | Erstveröffentlichung: 9. April 2010                           |
| 2015 | Seelenschiffe Electrola                                          | DE63 (2 Wo.)DE | — | — | Erstveröffentlichung: 27. März 2015                           |
| 2018 | Labyrinth Electrola                                              | DE46 (1 Wo.)DE | — | — | Erstveröffentlichung: 19. Oktober 2018                        |
| 2025 | Hohe Himmel A&F, Universal Music                                 | DE14 (2 Wo.)DE | — | — | Erstveröffentlichung: 21. Februar 2025                        |

grau schraffiert: keine Chartdaten aus diesem Jahr verfügbar

## Filme (Auswahl)

### Video-Veröffentlichungen
- 2001: 25 Jahre Karat – Das Konzert (VHS)
- 2005: 25 Jahre Karat – Das Konzert (DVD) (weicht in der Titelauswahl von der 2001er Version ab)
- 2007: Ostrock in Klassik (DVD) (Karat u. a.)
- 2010: Karat live aus der Alten Oper Erfurt (DVD)
- 2011: Albatros – Eine Band erzählt ihre Geschichte (DVD)
- 2015: 40 Jahre – Live von der Waldbühne Berlin (DVD)
- 2018: KARAT – Im Konzert (1982) (DVD)

### Sonstige (Auswahl)
- 1976: Abendstimmung (DEFA Discofilm)
- 1977: DEFA Disko 77
- 1979: Albatros (DEFA Discofilm)
- 1979: Im Konzert (DDR-Fernsehproduktion) (Karat u. a.)
- 1981: Im Konzert: KARAT (DDR-Fernsehproduktion)
- 1981: Metronom Live (DDR-Fernsehproduktion) (Karat u. a.)
- 1982: Rock für den Frieden: KARAT (DDR-Fernsehproduktion)
- 1982: Im Konzert: KARAT (DDR-Fernsehproduktion)
- 1985: Rock für den Frieden: 10 Jahre Karat (DDR-Fernsehproduktion)
- 1996: Rockpalast: Deutschrockfestival (Co-Produktion des WDR und MDR) (Karat u. a.)
- 2000: Fernsehdokumentation 25 Jahre Karat – Ich liebe jede Stunde (Produktion des MDR)
- 2015: Meylensteine (Fernsehdokumentation von VOX)
- 2020: Über sieben Brücken musst du geh’n (Dokumentation über die Entstehung des Song) (Produktion des rbb)
- 2025: 50 Jahre Karat – Eine deutsche Rockgeschichte (Produktion des MDR)

### Monografien
- Jürgen Balitzki: Rock aus erster Hand; Berlin: Lied der Zeit, Musikverlag, 1985; S. 48–57.
- Caroline Gerlach: Karat. Pop Nonstop; Berlin: Lied der Zeit, Musikverlag, 1985.
- Wolfgang Schumann: „Karat“. „Über sieben Brücken …“ 20 Jahre „Karat“; Berlin: Henschel, 1995; ISBN 3-89487-273-3.
- Michael Rauhut: Rock in der DDR. 1964 bis 1989; Bonn: Bundeszentrale für Politische Bildung, 2002; ISBN 3-89331-459-8.
- J. Fritzsche: Meine Jahre mit Karat. Radeberg, Castrop-Rauxel 2005.
- Bernd Lindner: DDR. Rock und Pop; Köln: Komet, 2008; ISBN 978-3-89836-715-8.
- Christine Dähn: Karat. Über sieben Brücken musst du gehn; Berlin: Neues Leben, 2010; ISBN 978-3-355-01768-8.
- Patrick Baumbach: Musik, die Brücken baut: Eine Reise durch die Werke der Kultband Karat; Hamburg: BoD, 2025; ISBN 978-3-769-31368-0.

### Lexika
- H. P. Hofmann: Beat Lexikon. Interpreten, Autoren, Sachbegriffe. VEB Lied der Zeit Musikverlag, Berlin (Ost) 1977.

### Artikel (Auswahl)
- B. Siegmund: 5 Karat Musik, in: Freie Welt 4 (1979)
- B. Bibratsch: Allein ist man nicht. Porträt der Gruppe Karat, in: Sonntag 47 (1979)
- B. Bibratsch: Karat-Journal, in: Neues Leben 5 (1980)
- R. Baumert: Erlebnis Studio, in: Melodie und Rhythmus 5 (1980)
- B. Bibratsch: Karat, in: Melodie und Rhythmus 4 (1981)
- L. Protzmann: Fünfkarätiges unter der Lupe, in: Tribüne, Ausgabe vom 3. September 1982
- G. Junggebauer: Karat. Porträt in vier Folgen, in: Neue Berliner Illustrierte 19–22 (1983)
- I. Dittmann: Sechs Karat Rockmusik. Leser-Interview, in: Neues Leben 8 (1983)

### Notenmaterial
- G. Friedrich (Hrsg.): Karat: aus Amiga-Produktionen. Klavier-Sonderausgabe; Leipzig: Harth Musik-Verlag, 1980 (enthält Titel der Alben „Karat“ und „Über sieben Brücken“)
- G. Friedrich (Hrsg.): Karat: aus Amiga-Produktionen; Particell-Ausgabe; Leipzig: Harth Musik-Verlag, 1981 (enthält Titel des Albums „Schwanenkönig“)
- G. Friedrich (Hrsg.): Karat: aus Amiga-Produktionen; Particell-Sonderausgabe; Leipzig: Harth Musik-Verlag, 1984 (enthält Titel des Albums „Die sieben Wunder der Welt“)
- G. Friedrich (Hrsg.): Karat. Über sieben Brücken; Leipzig: Harth Musik-Verlag, 1985 (enthält eine Auswahl der erfolgreichsten Titel der Jahre 1978–1984)